# Odorico
Odorico, właśc. Odorico Araújo Goulart (ur. 2 lipca 1930 w Porto Alegre – zm. 22 sierpnia 2005 w Porto Alegre) – piłkarz brazylijski, występujący na pozycji środkowego obrońcy.

## Kariera klubowa
Odorico karierę piłkarską rozpoczął w małym klubie Juventus da Várzea Porto Alegre. W latach pięćdziesiątych występował w klubie SC Internacional. Z Internacionalem pięciokrotnie zdobył mistrzostwo stanu Rio Grande do Sul – Campeonato Gaúcho w 1950, 1951, 1952, 1953 i 1955 roku. Później występował jeszcze w klubach Portuguesa São Paulo i São Bento Sorocaba, w którym zakończył karierę w 1967.

## Kariera reprezentacyjna
W reprezentacji Brazylii Odorico zadebiutował 1 marca 1956 w wygranym 2-1 meczu z reprezentacją Chile podczas Mistrzostw Panamerykańskich, które Brazylia wygrała. Na turnieju w Meksyku wystąpił we wszystkich pięciu meczach z Chile, Peru, Meksykiem, Kostaryką i Argentyną.